# Liste der historischen Bauten in Jamestown (St. Helena)
Dies ist die Liste der historischen Bauten in Jamestown. Jamestown ist der Hauptort des  Britischen Überseegebietes St. Helena, Ascension und Tristan da Cunha auf der Insel St. Helena.
Die historischen Bauten wurden ähnlich dem englischen und walisischem System seit 1974 eingeteilt (Stand: 27. Mai 2016):
- Grade I (Jamestown 20; Inselweit 60)
- Grade II (Jamestown ?; Inselweit 284)
- Grade III (Jamestown ?; Inselweit 516)
- Grade IV (Jamestown ?; Inselweit 107)

## Grade I
| Bild                     | Bezeichnung                   | Lage                             | Beschreibung                              | Bauzeit                    | Eingetragen seit | Denkmal- nummer |
| ------------------------ | ----------------------------- | -------------------------------- | ----------------------------------------- | -------------------------- | ---------------- | --------------- |
| BW                       | Befestigungsanlage und Graben | Castle Terrace Karte             | Befestigungsanlage                        |                            |                  | 10698           |
| Bibliothek               | Bibliothek                    | Main St Karte                    | Gebäude                                   | etwa 1787                  |                  | 10723           |
| BW                       | Broadway House                | Main St Karte                    | Gebäude                                   |                            |                  | 10723           |
| BW                       | Coles House                   | The Run Karte                    | Gebäude                                   |                            |                  | 10780           |
| Essex House              | Essex House                   | Main St Karte                    | Gebäude                                   |                            |                  | 10748           |
| BW                       | Flood Gate House              | The Run Karte                    | Langhaus                                  |                            |                  | 10914           |
| BW                       | House                         | Napoleon St Karte                | Gebäude                                   |                            |                  | 10777           |
| Jakobsleiter             | Jakobsleiter                  | Karte                            | Historische Schienenseilbahn (siehe hier) | 1871                       |                  | 10704           |
| BW                       | Lower Church Yard and Walls   | Market St Karte                  | Friedhof                                  | vor dem 19. Jahrhundert    |                  | 10866           |
| Market                   | Market                        | Market St Karte                  | Handelsgebäude                            | Mitte des 19. Jahrhunderts |                  | 10761           |
| Mess House               | Mess House                    | Main St Karte                    | Verwaltungsgebäude                        |                            |                  | 10745           |
| Polizeiwache und Gericht | Polizeiwache und Gericht      | Main St Karte                    | Verwaltungsgebäude                        | 18. Jahrhundert            |                  | 10723           |
| BW                       | Rose and Crown                | Market St Karte                  | Handelsgebäude                            | Frühes 18. Jahrhundert     |                  | 10843           |
| The Castle               | The Castle                    | Castle Terrace Karte             | Historischer Gebäudekomplex               | 1659 (1860)                |                  | 10715           |
| The Castle Gardens       | The Castle Gardens            | Main St Karte                    | Gartenanlage                              |                            |                  | 10730           |
| St. James Church         | St. James Church              | Ecke Church St und Main St Karte | Anglikanische Kirche                      | 1772–1774                  |                  | 10727           |
| BW                       | Terrace Wall and Store        | Castle Terrace Karte             | Befestigungsanlage                        |                            |                  | 10699           |
| BW                       | Wassertank                    | The Wharf Karte                  | Wasserreservoir                           |                            |                  | 10691           |
| BW                       | Wassertank                    | The Wharf Karte                  | Wasserreservoir                           |                            |                  | 10691           |
| Wellington House         | Wellington House              | Main St Karte                    | Gebäude                                   | um 1857                    |                  | 10742           |